# 一瞬の夏 (アルバム)
『一瞬の夏』（いっしゅんのなつ）は、2005年3月24日に発売された吉田拓郎のライブ・アルバムである。発売元はインペリアル・レコード（テイチクエンタテインメント）。

## 解説
- 2004年のツアーで演奏され、好評だった楽曲をアンコール・レコーディングしたアルバム。2004年12月14日に横浜ランドマークホールで録音された。
- CDジャケットイラストは、漫画家である江口寿史が手がけている。
- 「夏休み」には拓郎からのメッセージとカラオケも挿入されている。

## 収録曲
| 全作曲: 吉田拓郎、全編曲: 瀬尾一三。 |                         |           |            |      |
| #                                    | タイトル                | 作詞      | 作曲・編曲 | 時間 |
| 1.                                   | 「あゝ青春」            | 松本隆    | 吉田拓郎   | 6:30 |
| 2.                                   | 「マーク II」           | 吉田拓郎  | 吉田拓郎   | 4:29 |
| 3.                                   | 「唇をかみしめて」      | 吉田拓郎  | 吉田拓郎   | 5:18 |
| 4.                                   | 「恋唄」                | 松本隆    | 吉田拓郎   | 7:12 |
| 5.                                   | 「家へ帰ろう」          | 吉田拓郎  | 吉田拓郎   | 6:23 |
| 6.                                   | 「全部だきしめて」      | 康珍化    | 吉田拓郎   | 5:24 |
| 7.                                   | 「夏休み」(Bonus track) | 吉田拓郎  | 吉田拓郎   | 7:44 |
| 合計時間:                            | 合計時間:               | 合計時間: | 43:00      |      |

## 参加ミュージシャン
- Vo,Gt:吉田拓郎
- Ds:島村英二
- Bass:富倉安生
- Gt:古川望, 徳武弘文
- Key:永田一郎, 坂本昌之
- Tp:木幡光邦, エリック宮城
- Sax:中村哲
- Cho:坪倉唯子, 若子内悦郎, 遠藤由美, 宮下文一
- Str:伊能修グループ